# The Carpetbaggers
The Carpetbaggers is een Amerikaanse dramafilm uit 1964 onder regie van Edward Dmytryk. De film is gebaseerd op de gelijknamige roman uit 1961 van de Amerikaanse auteur Harold Robbins. De film werd destijds uitgebracht onder de titel De duivel als leidsman.

## Verhaal
Jonas Cord erft het industriële imperium van zijn vader. Met het geld begint hij vliegtuigen te bouwen en films te regisseren. Door zijn cynische karakter jaagt hij iedereen tegen zich in het harnas. Uiteindelijk geeft hij zijn machtspositie op om zich te verzoenen met zijn vrouw Monica.

## Rolverdeling
| Acteur           | Personage         |
| ---------------- | ----------------- |
| George Peppard   | Jonas Cord jr.    |
| Alan Ladd        | Nevada Smith      |
| Carroll Baker    | Rina Marlowe Cord |
| Bob Cummings     | Dan Pierce        |
| Martha Hyer      | Jennie Denton     |
| Elizabeth Ashley | Monica Winthrop   |
| Lew Ayres        | McAllister        |
| Martin Balsam    | Bernard B. Norman |
| Ralph Taeger     | Buzz Dalton       |
| Archie Moore     | Jedediah          |
| Leif Erickson    | Jonas Cord sr.    |